# 프란시스코 로드리게스 (야구 선수)
프란시스코 호세 로드리게스(Francisco José Rodriguez, 1982년 1월 7일~)는 전  베네수엘라의 야구 선수이다.
2002년 애너하임 에인절스에서 포스트시즌에 깜짝등장을 하여 11경기에 등판 5승1패, 18과 2/3이닝동안 28 탈삼진을 기록하며 결국 애너하임의 월드시리즈 챔피언 등극에 기여 하였다. 03/04년에는 셋업맨으로 뛰었고 05년부터 팀의 전속 마무리투수가 되었는데, 2005년엔 45 세이브로 아메리칸리그 최다 세이브왕이 되었고, 이듬해인 2006년엔 48 세이브로 전체 메이저 리그 최고 세이브왕이 되었다. 2008년에는 62세이브라는 경이로운 세이브 기록으로 MLB 역사상 최다 세이브 기록을 세웠다. 08 시즌이후 FA 자격을 얻어 3년간 3천7백만달러를 받는 조건으로 뉴욕 메츠에 입단하였다. 그 후, 2011년 시즌 중반에 밀워키 브루어스로 현금 트레이드되었다.
별명으로는 K-ROD가 있는데 이는 그가 삼진을 잘잡는다고 해서 얻어진 별명이다. 2009년 월드 베이스볼 클래식에 베네수엘라대표팀으로 참가하기도 했다.